# 마산해양신도시
마산해양신도시는 대한민국 경상남도 창원시 마산합포구 월남동1가에 건설중인 신도시이다.

## 역사
경상남도 창원시의 해양신도시인 "마산해양신도시"는 2005년부터 계획이 있었다. 이후 빌딩 섬을 계획하고 2016년 아파트 섬을 계획했다. 이후 그리고 다시 빌딩 섬을 계획했다. 2017년 인공섬이 공사 중이며 2020년대에 완공 예정이다.

## 개발
새로운 인공섬인 마산해양신도시에는 아파트 섬이 들어설지 아니면 오피스 빌딩 등 업무시설을 지을 지 둘 중 하나를 선택하여 개발할 예정이다. 단계별으로는 1단계(3.6만평), 2단계(8.0만평). 3단계(7.8만평) 이렇게 개발할 예정이다.

## 갤러리

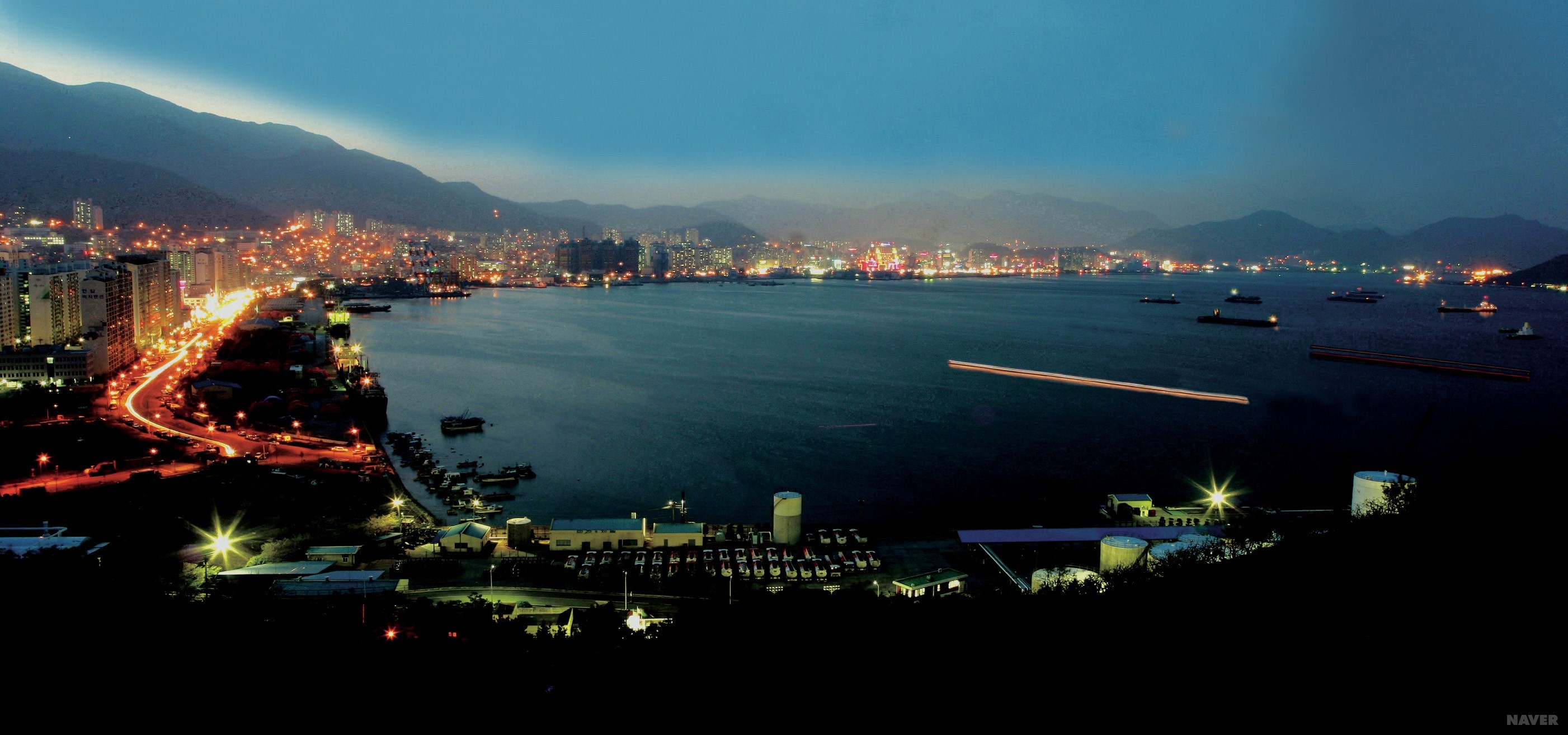
2013년 5월 26일